# Chinamita
Chinamita, stari indijanski narod iz skupine Mopan Maya iz Gvatemale (istočni Petén) i Belizea, koje U 17. stoljeću živi duž rijeke Mopán. Kao njihovo glavno gradsko središte navodi se Tulumki (=zid od agave), i smatra se da je ekvivalent nahuatl nazivu Chinamitl, što znači "živica od trske".
Po imenu tulum ki, imenovano je i pleme s imenom Tulumki ili Tulunqui koje španjolski ljetopisac Juan de Villagutierre Soto-Mayor smatra različitim od Chinamita.
Za Chinamite se kaže da su bili neprijatelji Itzá Indijanaca i njihovih saveznika. Bartolomé de Fuensalida, kome su Itze bili informanti navodi da su Chinamiti bili kanibali. 
Populacija grada Tulukmi u ranom 17. stoljeću bila oko 8.000. uključujući za zarobljene španjolske muškarce i žene.

## Vanjske poveznice
- The Conquest of the Last Maya Kingdom